# Грм (Велике Лаще)
Грм (словен. Grm) — поселення в общині Велике Лаще, Осреднєсловенський регіон, Словенія. 
Висота над рівнем моря: 515,8 м.